# Adhäsine
Adhäsine sind von Bakterien produzierte Faktoren, die es dem Bakterium ermöglichen, an Strukturen bzw. Zellen des Wirtes anzuhaften. Die Adhäsion mit Hilfe von Adhäsinen verhindert den Abtransport bzw. das Abschwemmen des Bakteriums und ist damit Voraussetzung für die Kolonisation und Infektion des Wirtes.
Die Expression von Adhäsinen ist bei manchen Bakterien-Arten von den Umgebungsbedingungen abhängig und reguliert.
Manche Adhäsine induzieren durch die Bindung an Lectine die Aufnahme durch die Wirtszelle (z. B. Yersinia enterocolitica, Shigella flexneri). Durch die Adhäsine und deren Spezifität für bestimmte Proteine auf Wirtszellen lässt sich unter anderem der Organotropismus mancher Bakterien erklären.

## Beispiele
| Adhäsin                 | Beispiele |
| ----------------------- | --- |
| Fimbrien                | Filamentöse Zelloberflächenstrukturen aus Pilin ermöglichen Gonokokken das Anhaften an Urothel. P-Fimbrien erlauben uropathogenen Escherichia-coli-Stämmen sich ebenfalls ans Urothel anzuheften.                                                         |
| Nicht Fimbrien-Adhäsine | - Pertactin von Bordetella pertussis vermittelt das Anhaften an Bronchialschleimhaut. - Protein F ermöglicht das Anhaften von Streptococcus pyogenes an Fibronektin. - Staphylococcus aureus haftet an Fibronektin über das Fibronektin-bindende Protein. |